# William Rowan Hamilton
William Rowan Hamilton (Dublim, 4 de agosto de 1805 — Dublim, 2 de setembro de 1865) foi um matemático, físico e astrónomo irlandês. Contribuiu com trabalhos fundamentais ao desenvolvimento da óptica, dinâmica e álgebra. A sua descoberta mais importante em matemática é a dos quaterniões. Em física é muito conhecido pelo seu trabalho em mecânica analítica, que veio a ser influente nas áreas da mecânica quântica e da teoria quântica de campos. Em sua homenagem são designados os hamiltonianos, por ele inventados.

## Biografia
Filho de Archibald Hamilton, advogado, e Sarah Hutton e o mais jovem de três irmãos e uma irmã, foi uma criança prodígio. Tendo a partir dos três anos iniciado a sua educação com o seu tio, o Rev. James Hamilton, um linguista que falava diversas línguas — grego, latim, hebreu — aprendeu a falar diversos idiomas. Diz-se que aos doze anos falava persa, árabe, sânscrito, siríaco, francês e italiano. Na mesma idade, conheceu o americano Zerah Colburn, com quem despertou seu interesse por matemática. Sua introdução à matemática veio aos 13, quando estudou a Álgebra de Clairaut. Aos 15, começou a estudar as obras de Newton e Laplace. Em 1822, encontrou um erro na Mecânica Celeste de Laplace, o que chamou a atenção de John Brinkley.
Ingressou no Trinity College de Dublim aos 18 e em seu primeiro ano obteve uma 'optime' em clássicos, uma distinção que só foi concedida uma vez em 20 anos. Em agosto de 1824, seu tio James levou-o a Summerhill para conhecer a família Disney. Foi nesse ponto que conheceu Catherine e imediatamente se apaixonou. Infelizmente, como tinha três anos no Trinity College, não estava em condições de propor casamento. No entanto, estava fazendo progressos notáveis para uma graduação e apresentou seu primeiro trabalho à Academia Real Irlandesa antes do final de 1824, intitulado Sobre Cáusticos. Em fevereiro do ano seguinte, a mãe de Catherine informou a William que sua filha deveria se casar com um clérigo, que era quinze anos mais velho. Ele era rico e poderia oferecer mais a Catherine do que Hamilton. Em seu próximo conjunto de exames, William recebeu um bene em vez do usual valde bene, por estar perturbado em perder Catherine. Adoeceu e chegou a pensar em suicídio. Nesse período, se voltou à poesia, que era um hábito que perseguiu pelo resto de sua vida em tempos de angústia.
Em 1826, recebeu um optime em ciência e clássicos, o que era inédito, enquanto em seu último ano como estudante de graduação, apresentou um livro de memórias da Teoria dos Sistemas de Raios à Academia Real Irlandesa; é neste trabalho que introduziu a função característica da óptica. Seu examinador, Boyton, persuadiu-o a candidatar-se ao posto de astrônomo real no observatório de Dunsinque, embora já houvesse seis candidatos, um dos quais era George Biddell Airy. Mais tarde, em 1827, o conselho nomeou-o professor de astronomia no Trinity College, quando ainda era graduado aos 21 anos. A cátedra levou o título honorário de astrônomo real da Irlanda e o benefício de residir no Observatório Dunsinque. Essa nomeação trouxe muita controvérsia, já que não tinha muita experiência em observar. Seu predecessor, o professor Brinkley, que havia se tornado bispo, não achou que tivesse sido a decisão correta de Hamilton aceitar o cargo e sugeriu que teria sido prudente esperar por uma bolsa de estudos. Descobriu-se que ele havia feito uma má escolha ao perder o interesse pela astronomia e dedicar todo o seu tempo à matemática.
Antes de iniciar suas funções nessa posição de prestígio, visitou a Inglaterra e a Escócia (de onde a família Hamilton se originou). Conheceu o poeta William Wordsworth e eles se tornaram amigos. Uma das irmãs de Hamilton, Eliza, também escreveu poesia e, quando Wordsworth foi visitar Dunsinque, foram seus poemas que ele gostou mais que os de Hamilton. Os dois homens tiveram longos debates sobre ciência contra poesia. Hamilton gostava de comparar os dois, sugerindo que a linguagem matemática era tão artística quanto a poesia. Hamilton assumiu um aluno pelo nome de Adare. Eram uma má influência um para o outro quando a visão de Adare começou a apresentar problemas ao observar demais, enquanto Hamilton adoecia devido ao excesso de trabalho. Decidiram fazer uma viagem a Armagh por meio de um feriado e visitar outro astrônomo Romney Robinson. Foi nessa ocasião que Hamilton conheceu Lady Campbell, que se tornaria uma de suas confidentes favoritas. William também aproveitou a oportunidade para visitar Catherine, já que morava relativamente perto, o que ela então retribuiu indo ao observatório. Hamilton estava tão nervoso em sua presença que quebrou a ocular do telescópio enquanto tentava fazer uma demonstração e isso inspirou outro intervalo de miséria e escrita de poemas.
Em julho de 1830, ele e sua irmã Eliza visitaram Wordsworth e foi nessa época que começou a pensar seriamente em se casar. Após algumas investidas, se casou com Helen Maria Bayly, que vivia do outro lado dos campos do observatório. Eles passaram a lua de mel em Bayly Farm e Hamilton trabalhou em seu terceiro suplemento à sua Teoria de Sistemas de Raios. Então, no observatório, Helen não tinha muita ideia de como cuidar da casa e estava tão doente que a família ficou extremamente desorganizada. Nos anos seguintes, passava a maior parte do tempo longe do observatório enquanto cuidava de sua mãe enferma ou estava indisposta. Em 1832, Hamilton publicou o terceiro suplemento, que é essencialmente um tratado sobre a função característica aplicada à ótica. Perto do final do trabalho, aplicou a função característica para estudar a superfície das ondas de Fresnel. A partir disso, previu a refração cônica e pediu ao professor de física do Trinity College, Humphrey Lloyd, que tentasse verificar experimentalmente sua previsão teórica. Lloyd assim o fez dois meses depois e esta previsão teórica trouxe grande fama a Hamilton. Porém, também levou a controvérsia com MacCullagh, que chegou perto da descoberta teórica.
Em 4 de novembro de 1833, leu um artigo à Academia Real Irlandesa expressando números complexos como casais algébricos, ou ordenou pares de números reais. Ele usou álgebra no tratamento de dinâmica num método geral em dinâmica em 1834. Neste trabalho deu sua primeira declaração da função característica aplicada à dinâmica e escreveu um segundo artigo sobre o tópico no ano seguinte. No mesmo ano, nasceu seu filho William Edwin. Helen, em seguida, deixou Dunsinque por nove meses deixando Hamilton para lutar contra a solidão, jogando-se em seu trabalho ainda mais. Em 1835, publicou Álgebra como a Ciência do Tempo Puro, que foi inspirado por seu estudo de Immanuel Kant e apresentado numa reunião da Associação Britânica para o Avanço da Ciência. Neste segundo artigo sobre casais algébricos referiu-se a eles como "passos do tempo". Hamilton foi condecorado em 1835 e naquele ano seu segundo filho, Archibald Henry, nasceu, mas os próximos anos não lhe trouxeram muita felicidade. Após a descoberta dos casais algébricos, tentou estender a teoria aos trigêmeos, e isso se tornou uma obsessão que o atormentou por muitos anos. No outono seguinte, foi a Bristol para uma reunião da Associação Britânica, e Helen levou as crianças com ela à Fazenda Bayly por dez meses. Seu primo Artur morreu, e não muito depois de Helen voltar da mãe, foi embora novamente à Inglaterra desta vez deixando as crianças para trás após o nascimento de uma filha, Helen Eliza Amelia. Neste ponto, William ficou deprimido e começou a ter problemas com o álcool, então sua irmã voltou a morar em Dunsinque.
Helen retornou em 1842, quando Hamilton estava tão preocupado com os trigêmeos que até mesmo seus filhos estavam cientes disso. Em 16 de outubro de 1843, estava caminhando ao longo do Canal Real com sua esposa para presidir uma reunião do Conselho da Academia Real Irlandesa. Embora sua esposa falasse com ele de vez em quando, Hamilton mal ouvia, pois a descoberta dos quaterniões, a primeira álgebra não comutativa a ser estudada, tomava forma em sua mente. Ele não resistiu ao impulso de esculpir as fórmulas para os quaterniões na pedra da Ponte Broome (ou Ponte Brougham, como a chamava) quando ele e sua esposa a passaram. Em 1958, a Academia Real Britânica ergueu uma placa comemorativa disso. Hamilton sentiu que essa descoberta revolucionaria a física matemática e passou o resto de sua vida trabalhando nisso. Pouco depois, sua vida pessoal voltou a atormentar sua mente. Em 1845, Thomas Disney visitou Hamilton no observatório e trouxe Catherine consigo. Isso deve ter aborrecido William, já que sua dependência do álcool piorou. Em uma reunião da Sociedade Geológica Britânica no mês de fevereiro seguinte, fez uma exposição de si mesmo através de sua intoxicação.
O ano de 1847 trouxe a morte de seus tios, James e Willey, e o suicídio de seu colega no Trinity College, James MacCullagh, o que o perturbou muito. No ano seguinte, Catherine começou a escrever para Hamilton. A correspondência continuou por seis semanas e tornou-se mais informal e pessoal até que Catherine se sentiu tão culpada que confessou ao marido. Hamilton escreveu para o marido dela e informou-o de que nunca mais ouviriam falar dele. No entanto, ela escreveu mais uma vez e desta vez tentou o suicídio (sem sucesso). Hamilton persistiu em sua correspondência com Catherine, que enviou através de seus parentes. Hamilton cedeu ao álcool imediatamente depois disso, mas se lançou em seu trabalho e começou a escrever suas Palestras sobre Quaterniões, que publicou em 1853, mas logo percebeu que não era um bom livro para aprender tal teoria. Ajudou o filho de Catherine, James, a preparar-se para seus exames de associação, que eram sobre quaterniões. Mais tarde naquele ano, recebeu uma caixa de lápis de Catherine com uma inscrição que dizia: "De quem você nunca deve esquecer, nem pensar mal, e quem teria morrido mais contente se tivéssemos mais uma vez nos encontrado".
Hamilton foi direto para Catherine e deu-lhe uma cópia do Palestras sobre Quaterniões. Ela morreu duas semanas depois. Como forma de lidar com sua dor, Hamilton atormentou a família Disney com correspondência incessante, às vezes escrevendo duas cartas por dia. Determinado a produzir um trabalho de qualidade duradoura, Hamilton começou a escrever outro livro Elementos dos Quaterniões, que estimava ter 400 páginas e levar dois anos para ser escrito. O título sugere que modelou seu trabalho nos Elementos de Euclides. O livro acabou dobrando o tamanho pretendido e levou sete anos para ser escrito. Na verdade, o capítulo final estava incompleto quando morreu e o livro foi finalmente publicado com um prefácio de seu filho William Edwin. Hamilton morreu de um grave ataque de gota logo após receber a notícia de que havia sido eleito o primeiro membro estrangeiro da Academia Nacional de Ciências dos Estados Unidos.

## Publicações
- Hamilton, Sir W.R. (1853), Lectures on Quaternions Dublin: Hodges and Smith
- Hamilton, Sir W.R., Hamilton, W.E. (ed) (1866), Elements of Quaternions London: Longmans, Green, & Co.
- Hamilton, W.R. (1833), Introductory Lecture on Astronomy Dublin University Review and Quarterly Magazine Vol. I, Trinity College Dublin
- For Hamilton's mathematical papers see David R. Wilkins, Sir William Rowan Hamilton (1805-1865): Mathematical Papers

Hamilton introduziu, como método de análise, tanto os quatérnios como os biquatérnios, a extensão a oito dimensões pela introdução de coeficientes de números complexos. Quando seu trabalho foi reunido em 1853, o livro Lectures on Quaternions havia "formado o assunto de sucessivos cursos de palestras, ministrados em 1848 e anos subsequentes, nos Halls of Trinity College, Dublin". Hamilton declarou confiantemente que os quatérnios teriam uma influência poderosa como instrumento de pesquisa.
Quando ele morreu, Hamilton estava trabalhando em uma declaração definitiva da ciência dos quatérnios. Seu filho William Edwin Hamilton trouxe os Elements of Quaternions, um volume robusto de 762 páginas, para publicação em 1866. Como as cópias se esgotaram, uma segunda edição foi preparada por Charles Jasper Joly , quando o livro foi dividido em dois volumes, o primeiro aparecendo 1899 e a segunda em 1901. O índice de assuntos e as notas de rodapé nesta segunda edição melhoraram a acessibilidade dos Elementos.